# 新安德里伊夫卡 (波洛希區)
47°32′59″N 35°41′40″E / 47.54972°N 35.69444°E
新安德里伊夫卡（烏克蘭語：Новоандріївка）是位於烏克蘭東南部的村莊，由扎波羅熱州波洛希區的奧里希夫市鎮負責管轄。該村始建於1879年，面積3.75平方公里，海拔高度63米，2023年人口40，人口密度每平方公里196人。